# (5051) Ralph
(5051) Ralph (1984 SM) – planetoida z pasa głównego asteroid okrążająca Słońce w ciągu 3,48 lat w średniej odległości 2,29 j.a. Odkryta 24 września 1984 roku.